# 서보 이슈트반 (영화 감독)
서보 이슈트반(헝가리어: Szabó István, 헝가리어 발음: [ˈsɒboː ˈiʃtvaːn], 1938년 2월 18일~)은 헝가리의 영화 감독이다.

## 참여 작품
- 아버지 (1966년 영화)
- 메피스토 (1981년 영화)
- 레들 대령
- 하누센
- 비너스 (1991년 영화)
- 선샤인 (1999년 영화)
- 텐 미니츠 - 첼로
- 빙 줄리아
- 나는 영국 왕을 섬겼다
- 도어 (2012년 영화)